# Насос дисковий

Насос дисковий рос. насос дисковый, англ. disk pump; нім. Scheibenpumpe f – насос тертя, в якому рухомий елемент конструкції переміщує рідину під дією сил в’язкості, в результаті чого механічна енергія рідини збільшується за рахунок підведеної ззовні енергії. Робоче колесо Н.д. складається з кількох тонких скріплених поміж собою по периферії дисків, між якими є невеликі зазори для проходження рідини, та відвідного пристрою. При обертанні колеса рідина, що знаходиться між дисками, закручується ними за рахунок сил тертя, які залежать від відносної швидкості між рідиною та поверхнею тертя, і енергія від робочого колеса передається рідині. У наступних елементах – спіральному та конічному дифузорах – кінетична енергія перетворюється у значній мірі в енергію тиску. Із зменшенням витрат через колесо ця швидкість також зменшується, викликаючи збільшення окружної складової абсолютної швидкості, тобто збільшення напору, що має наслідком зменшення небезпеки відриву потоку. 
Порівняння Н.д. з насосами лопатевими за умов однакових втрат у підвідних та відвідних пристроях свідчить про те, що коефіцієнт корисної дії Н.д. за умов однакових втрат у підвідних та відвідних пристроях дорівнює лише 0,5 – 0,6 від к.к.д. лопатевого насоса. Проте, Н.д. має кращі антикавітаційні характеристики, більш високий к.к.д. при малих подачах, більшу стійкість у роботі. Знаходить застосування у нафтовій промисловості, а також може бути рекомендованим для використання в системах з малими витратами робочої рідини та підвищеними вимогами до антикавітаційних якостей при стійкій роботі, зокрема, Н.д. може встановлюватись перед основним насосом, що має гіршу кавітаційну характеристику.